# 拉蒙茹瓦
拉蒙茹瓦（法語：Lamontjoie，法語發音：[lamɔ̃ʒwa]）是法国洛特-加龙省的一个市镇，属于内拉克区。

## 地理
拉蒙茹瓦（44°4'31"N, 0°31'15"E）面积17.75 平方千米，位于法国新阿基坦大区洛特-加龍省，该省份为法国西南部内陆省份，北起多爾多涅省，西接吉倫特省和朗德省，南至热尔省，东临塔恩-加龙省和洛特省。
与拉蒙茹瓦接壤的市镇（或旧市镇、城区）包括：利加德、佩尔甘-塔亚克、普伊罗克洛尔、圣梅扎尔、拉普吕姆、马尔蒙帕沙、农迪约、圣樊尚德拉蒙茹瓦。

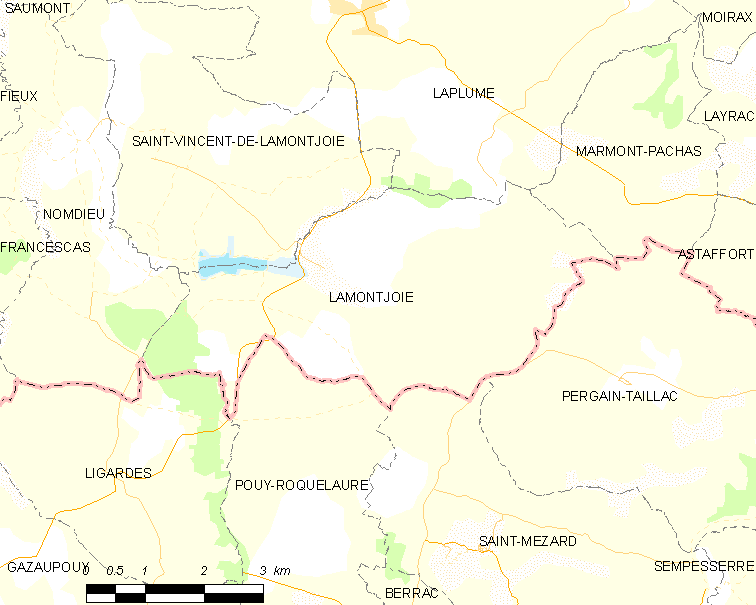
拉蒙茹瓦的OSM定位图

拉蒙茹瓦的时区为UTC+01:00、UTC+02:00（夏令时）。

## 行政
拉蒙茹瓦的邮政编码为47310，INSEE市镇编码为47133。

## 政治
拉蒙茹瓦所属的省级选区为阿尔布雷县。

## 人口

1962-2008年间拉蒙茹瓦人口变化图示

拉蒙茹瓦于2022年1月1日时的人口数量为555人。